# Mastigoniscus pseudoelegans
Mastigoniscus pseudoelegans är en kräftdjursart som beskrevs av Wiebke Brökeland och Brandt 2006. Mastigoniscus pseudoelegans ingår i släktet Mastigoniscus och familjen Haploniscidae. Inga underarter finns listade i Catalogue of Life.